# Trachelipus kervillei
Trachelipus kervillei är en kräftdjursart som först beskrevs av Arcangeli 1939A.  Trachelipus kervillei ingår i släktet Trachelipus och familjen Trachelipodidae. Inga underarter finns listade i Catalogue of Life.